# 1964年東京オリンピックの日本選手団
1964年東京オリンピックの日本選手団（1964ねんとうきょうオリンピックのにほんせんしゅだん）は1964年に開催された1964年東京オリンピックの日本選手団。メダル獲得者・団体の詳細。選手名及び所属は1964年当時のもの。

## 概要
- 人員:　選手　355人、役員　82人
主将：小野喬、旗手：福井誠
- 結団式：10月1日
- 解団式：11月5日

## メダル獲得者

### 金メダル
- 三宅義信（ウエイトリフティング男子フェザー級）
- 吉田義勝（レスリングフリースタイル男子フライ級）
- 渡辺長武（レスリングフリースタイル男子フェザー級）
- 上武洋次郎（レスリングフリースタイル男子バンタム級）
- 市口政光（レスリンググレコローマンスタイル男子バンタム級）
- 花原勉（レスリンググレコローマンスタイル男子フライ級）
- 中谷雄英（柔道男子軽量級）
- 小野喬 ・遠藤幸雄・鶴見修治・山下治広・早田卓次・三栗崇（体操男子団体）
- 遠藤幸雄（体操男子個人総合）
- 岡野功（柔道男子中量級）
- 猪熊功（柔道男子重量級）
- 早田卓次（体操男子種目別つり輪）
- 桜井孝雄（ボクシング男子バンタム級）
- 磯辺サタ・河西昌枝・近藤雅子・佐々木節子・篠崎洋子・渋木綾乃・谷田絹子・半田百合子・藤本佑子・松村勝美・松村好子・宮本恵美子（女子バレーボール）
- 山下治広（体操男子種目別跳馬）
- 遠藤幸雄（体操男子種目別平行棒）

### 銀メダル
- 鶴見修治（体操男子個人総合）
- 遠藤幸雄（体操男子種目別ゆか）
- 鶴見修治（体操男子種目別あん馬）
- 鶴見修治（体操男子種目別平行棒）
- 神永昭夫（柔道男子無差別級）

### 銅メダル
- 円谷幸吉（陸上競技男子マラソン）
- 福井誠・岩崎邦宏・庄司敏夫・岡部幸明（競泳男子4×200mリレー）
- 池田尚弘・小瀬戸俊昭・小山勉・佐藤安孝・菅原貞敬・出町豊・猫田勝敏・南将之・森山輝久・徳富斌・中村裕造・樋口時彦（男子バレーボール）
- 池田敬子・ 相原俊子・小野清子・中村多仁子・辻宏子・千葉吟子（体操女子団体）
- 堀内岩雄（レスリングフリースタイルライト級）
- 一ノ関史郎（ウエイトリフティング男子バンタム級）
- 大内仁（ウエイトリフティング男子ミドル級）
- 吉川貴久（射撃男子フリーピストル）

## 陸上競技
- 総監督：織田幹雄
- 監督：南部忠平
- ヘッドコーチ：田島直人
- コーチ：釜本文男
- コーチ：西内文夫
- コーチ：細川常憲
- マネージャー：貞永信義

### 男子
- 安田寛一（八幡製鉄）
  - 男子110mハードル：準決勝で落選（14秒3）
- 円谷幸吉（自衛隊）
  - 男子10000m：6位（28分59秒4）
  - 男子マラソン：銅メダル（2時間16分22秒8）
- 猿渡武嗣（中大）
  - 男子3000m障害：予選落選（8分46秒6）
- 奥沢善二（東急電鉄）
  - 男子3000m障害：予選落選（8分50秒0）
- 横溝三郎（リッカー）
  - 男子3000m障害：予選落選（9分04秒6）
- 岡崎高之（八幡製鉄）
  - 男子三段跳：10位（15m90）
- 岡本登（旭化成）
  - 男子ハンマー投：予選落ち（61m51）
- 河津光朗（日本レイヨン）
  - 男子走幅跳：予選落ち（7m28）
- 笠原章平（東急電鉄）
  - 男子ハンマー投：予選落ち（61m87）
- 岩下察男（旭化成）
  - 男子5000m：予選落ち（14分18秒4）
- 宮崎欣也（大昭和製紙）
  - 男子走高跳：予選落ち（1m95）
- 金井秀太（日立）
  - 男子やり投：予選落ち（65m85）
- 金子宗平（リッカー）
  - 男子円盤投：予選落ち（46m46）
- 栗林喜右衛（自衛隊）
  - 男子20km競歩：25位（1時間43分07秒0）
- 君原健二（八幡製鉄）
  - 男子マラソン：8位（2時間19分49秒0）
- 江尻忠正（日本ゼオン）
  - 男子50km競歩：22位（4時間37分31秒8）
- 高柳慧（リッカー）
  - 男子走幅跳：予選落ち（7m15）
- 斎藤和夫（倉庫精練）
  - 男子50km競歩：25位（4時間43分01秒0）
- 桜井孝次（日立）
  - 男子三段跳：予選落ち（15m59）
- 三木孝志（東急電鉄）
  - 男子やり投：予選落ち（68m70）
- 三輪寿美雄（旭化成）
  - 男子50km競歩：27位（4時間52分00秒6）
- 山口東一（東急電鉄）
  - 男子1500m：予選落ち（3分56秒7）
- 山田宏臣（東急電鉄）
  - 男子走幅跳：9位（7m16）
- 糸川照雄（東急電鉄）
  - 男子砲丸投：予選落ち（15m85）
- 寺沢徹（倉敷レイヨン）
  - 男子マラソン：15位（2時間23分09秒0）
- 森本葵（リッカー）
  - 男子800m：準決勝で落選（1分47秒7）
- 杉岡邦由（八幡製鉄）
  - 男子走高跳：予選落ち（2m00）
- 菅原武男（リッカー）
  - 男子ハンマー投：13位（63m69）
- 盛田久生（日立）
  - 男子棒高跳：予選落ち（4m20）
- 石黒昇（東京地方貯金局）
  - 男子20km競歩：23位（1時間39分40秒0）
- 船井照夫（東急電鉄）
  - 男子10000m：14位（29分33秒2）
- 早瀬公忠（八幡製鉄）
  - 男子400m：予選落ち（48秒5）
- 太田富夫（大昭和製紙）
  - 男子三段跳：予選失格
- 大串啓二（旭化成）
  - 男子400mハードル：予選落ち（53秒6）
- 大坪政士（日立）
  - 男子棒高跳：予選落ち（4m20）
- 鳥居義正（東教大）
  - 男子棒高跳：予選失格（記録なし）
- 田中章（名古屋鉄道）
  - 男子110mハードル：予選落ち（14秒5）
- 渡辺和己（九州電工）
  - 男子10000m：28位（31分00秒6）
- 内藤靖雄（東洋工業）
  - 男子20km競歩：途中棄権
- 飯島恵喜（大昭和製紙）
  - 男子400mハードル：予選落ち（52秒8）
- 飯島秀雄（早大）
  - 男子100m：準決勝落選（10秒6）
  - 男子200m：棄権
- 蒲田勝（東急電鉄）
  - 男子100m：予選落ち（10秒9）[1]
- 油井潔雄（中大）
  - 男子400mハードル：予選落ち（54秒7）
- 鈴木章介（大昭和製紙）
  - 男子十種競技：15位（6838ポイント）
- 浅井浄（関学大）・飯島秀雄・蒲田勝・室洋二郎（前田建設）
  - 男子4×100mリレー：予選落ち（40秒6）
- 天野義裕（東教大）・早瀬公忠・誉田徹（日本レイヨン）・吉田正美（英語版）（日大）
  - 男子4×400mリレー：予選落ち（3分12秒3）
- 土谷和夫（日大）
  - 出場せず

### 女子
- 伊沢まき子（高畠高）
  - 女子200m：予選落ち（25秒4）
- 依田郁子（リッカー）
  - 女子80mハードル：5位（10秒7）
- 横山弘子（リッカー）
  - 女子円盤投：予選落ち（47m18）
- 岸本幸子（日立）
  - 女子走幅跳：予選落ち（5m87）
- 香丸恵美子（三潴高）
  - 女子走幅跳：予選落ち（5m66）
- 高橋美由紀（片山女高）
  - 女子五種競技：18位（3914）
- 佐藤弘子（リッカー）
  - 女子やり投：7位（52m48）
- 小川清子（長良高）
  - 女子400m：準決勝落選（57秒1）
- 小保内聖子（リッカー）
  - 女子砲丸投：予選落ち（13m70）
- 鳥居充子（東急電鉄）
  - 女子走高跳：予選落ち（1m60）
- 片山美佐子（帝人松山）
  - 女子やり投：11位（46m87）
- 木崎正子（中大）
  - 女子800m：予選落ち（2分18秒6）
- 井口任子（リッカー）・江副令子（リラックス化粧品）・宮本悦子（中京大）・依田郁子
  - 女子4×100mリレー：予選落ち（47秒0）
- 佐藤美保（長良高）
  - 出場せず

## 水泳
- 総監督：高石勝男
- 監督：田口正治
- 男子競泳ヘッドコーチ：村上勝芳
- 男子競泳コーチ：長沢二郎
- 女子競泳コーチ：岡田正一
- 飛込みコーチ：小柳富男
- 水球コーチ：鶸田武

### 競泳
- 伊藤圭祐（早大）
  - 男子200m背泳ぎ：準決勝7位（2分17秒6）
- 岡部幸明（蝶里）
  - 男子100m自由形：準決勝3位（55秒2）
- 岩本和行（柳井商工高）
  - 男子1500m自由形：予選落ち（17分52秒7）
- 吉無田春男（八幡製鉄）
  - 男子400m自由形：予選落ち（4分28秒8）
- 後藤忠治（大丸）
  - 男子100m自由形：準決勝5位（55秒6）
- 佐々木末昭（中大）
  - 男子1500m自由形：6位（17分25秒3）
- 佐藤好助（八幡製鉄）
  - 男子200mバタフライ：準決勝4位（2分13秒4）
- 山影武士（明大）
  - 男子400m自由形：予選落ち（4分27秒8）
- 山中毅（大洋漁業）
  - 男子400m自由形：6位（4分19秒1）
- 松本健次郎（早大）
  - 男子200m平泳ぎ：準決勝5位（2分34秒3）
- 大隅潔（明大）
  - 男子200m背泳ぎ：準決勝5位（2分17秒0）
- 大林敦（中大）
  - 男子200mバタフライ：準決勝5位（2分14秒1）
- 中野悟（桜宮高）
  - 男子1500m自由形：予選落ち（17分40秒4）
- 鶴峯治（海上自衛隊）
  - 男子200m平泳ぎ：6位（2分33秒6）
- 藤本達夫（松下電器）
  - 男子100m自由形：準決勝6位（55秒8）
- 敷石義秋（松下電器）
  - 男子200m平泳ぎ：準決勝6位（2分34秒5）
- 福島滋雄（日大）
  - 男子200m背泳ぎ：4位（2分13秒2）
- 門永吉典（柳井商工高）
  - 男子200mバタフライ：6位（2分12秒6）
- 石川健二（日大）・岡部幸明・中島功（ブリヂストン）・福島滋雄
  - 男子4×100mメドレーリレー：5位（4分06秒6）
- 岩崎邦宏（早大）・岡部幸明・後藤忠治・藤本達夫・石原勝記（ブリヂストン、予選出場）
  - 男子4×100m自由形リレー：4位（3分40秒5）
- 岩崎邦宏・岡部幸明・庄司敏夫（ブリヂストン）・福井誠（八幡製鉄）
  - 男子4×200m自由形リレー：銅メダル（8分03秒8）
- 藤島祥三（早大）
  - 出場せず
- 浦上涼子（筑紫女高）
  - 女子100m自由形：予選落ち（1分04秒5）
- 菊谷多鶴子（五条高）
  - 女子400m自由形：予選落ち（5分06秒3）
- 江坂君子（中京大）
  - 女子400m個人メドレー：予選落ち（5分42秒1）
- 高橋栄子（別府大）
  - 女子100mバタフライ：7位（1分09秒1）
- 佐藤公子（日本楽器）
  - 女子100mバタフライ：準決勝8位（1分11秒2）
- 斎藤弘子（中京大）
  - 女子100mバタフライ：予選落ち（1分13秒1）
- 山本憲子（八幡製鉄）
  - 女子200m平泳ぎ：予選落ち（2分57秒0）
- 松田奈津子（五条高）
  - 女子400m個人メドレー：予選落ち（5分51秒5）
- 森実芳子（筑紫女高）
  - 女子200m平泳ぎ：予選落ち（2分59秒9）
- 早川一枝（吉原市商高）
  - 女子400m自由形：予選落ち（4分56秒5）
- 田中聡子（八幡製鉄）
  - 女子100m背泳ぎ：4位（1分08秒06）
- 東美代子（ロート製薬）
  - 女子100m自由形：予選落ち（1分06秒4）
- 木原美知子（山陽女高）
  - 女子100m背泳ぎ：予選落ち（1分11秒11）
- 木村トヨ子（八幡製鉄）
  - 女子100m自由形：予選落ち（1分04秒8）
- 木原美知子・高橋栄子・田中聡子・山本憲子
  - 女子4×100mメドレーリレー：4位（4分42秒0）
- 東美代子・浦上涼子・木原美知子・木村トヨ子
  - 女子4×100m自由形リレー：予選落ち（4分19秒2）

### 飛込
- 有光洋右（日大）
  - 男子高飛込：14位（90.56）
- 金戸俊介（リッカー）
  - 男子高飛込：11位（91.31）
  - 男子飛板飛込：24位（71.59）
- 土佐忠雄（早大）
  - 男子飛板飛込：11位（89.10）
- 山野外嗣夫（北陸軽金）
  - 男子飛板飛込：21位（81.74）
- 大坪敏郎（日体大）
  - 男子高飛込：8位（142.05）
- 河合初子（相愛女短大出）
  - 女子高飛込：16位（45.00）
- 大崎恵子（日体大）
  - 女子高飛込：15位（45.20）
- 渡辺久美子（リッカー）
  - 女子高飛込：18位（43.50）
  - 女子飛板飛込：9位（120.34）
- 馬淵かの子（倉敷レイヨン）
  - 女子飛板飛込：7位（125.28）

### 水球
- 青山礼三（川島繊維）・荒川八郎（東京テアトル）・飯田矩偉（安田生命）・加藤峰男（横河電機）・桑原重治（丸和鉱油）・皐月啓左（金沢産薬）・清水洋二（東急不動産）・高木弘毅（東京美装）・竹内和也（早大）・藤本重信（ブリヂストン）・横山隆（日興証券）
  - 男子：予選リーグ敗退

## 体操
- 監督兼ヘッドコーチ：竹本正男
- 男子チームリーダー：塚脇伸作
- 女子コーチ：城田由美子
- 女子チームリーダー：荒川御幸
- ピアニスト：宅孝二
- ピアニスト：山本直純

### 男子
- 遠藤幸雄（日大勤務）
  - 男子つり輪：6位（19.250）
  - 男子個人総合：金メダル（115.95）
  - 男子床運動：銀メダル（19.350）
  - 男子跳馬：6位（19.075）
  - 男子鉄棒：5位（19.050）
  - 男子平行棒：金メダル（19.675）
- 三栗崇（順天大勤務）
  - 男子あん馬：6位（18.650）
  - 男子個人総合：9位（114.80）
  - 男子床運動：5位（19.100）
- 山下治広（日体大勤務）
  - 男子あん馬：4位（19.075）
  - 男子跳馬：金メダル（19.600）
- 小野喬（東洋レーヨン）
  - 男子個人総合：11位（114.40）
  - 男子鉄棒：6位（19.000）
- 早田卓次（日大助手）
  - 男子つり輪：金メダル（19.475）
  - 男子個人総合：8位（114.90）
- 鶴見修治（日体大助手）
  - 男子あん馬：銀メダル（19.325）
  - 男子つり輪：5位（19.275）
  - 男子個人総合：銀メダル（115.40）
  - 男子跳馬：4位（19.225）
  - 男子平行棒：銀メダル（19.450）
- 遠藤幸雄・小野喬・鶴見修治・早田卓次・三栗崇・山下治広
  - 男子団体総合：金メダル（577.95）
- 相羽好弘（法政二高教）：出場せず

### 女子
- 小野清子（慶大勤務）
  - 女子個人総合：9位（75.665）
- 千葉吟子（日体大勤務）
  - 女子個人総合：24位（74.665）
- 相原俊子（日体大出）
  - 女子個人総合：7位（75.997）
  - 女子段違い平行棒：4位（18.782）
  - 女子跳馬：4位（19.282）
- 池田敬子（日体大勤務）
  - 女子個人総合：6位（76.031）
  - 女子平均台：6位（19.216）
- 中村多仁子（東教大）
  - 女子個人総合：19位（75.198）
- 辻宏子（藤花高教）
  - 女子個人総合：25位（74.597）
- 相原俊子・池田敬子・小野清子・千葉吟子・辻宏子・中村多仁子
  - 女子団体：銅メダル（377.889）
- 渋谷多喜（日大勤務）
  - 出場せず

## 自転車
- 監督兼コーチ：杉原鏘一郎
- コーチ：徳増武彦
- 自転車技工：細野洋

- 河内剛（日大）
  - 男子スクラッチ・レース：第1次予選敗者復活戦敗退
- 佐藤勝彦（法大）
  - 男子1000mタイム・トライアル：10位（1分11秒68）
  - 男子スクラッチ・レース：第2次予選敗者復活戦敗退
- 山藤浩三（法大）
  - 男子4000m個人追抜競走：13位（5分17秒57）
- 山尾裕（中大）
  - 男子194.832km個人ロード・レース：105位(5時間10分39秒at 30:48.37)
- 赤松敏郎（自営）
  - 男子194.832km個人ロード・レース：106位（5時間27分10秒at 47:18.37）
- 大宮政志（電電公社）
  - 男子194.832km個人ロード・レース：36位（4時間39分51秒at 0:00.13）
- 辻昌憲（中京大）
  - 男子194.832km個人ロード・レース：途中失格
- 手嶋敏光（自衛隊）・班目秀雄（日大）
  - 男子タンデム・スプリント：予選敗者復活戦敗退
- 伊藤富士夫（法大）・高橋耕作（日大）・罐範男（中大）・山藤浩三
  - 男子4000m団体追抜競走：11位（4分55秒04）
- 大宮政志・加藤武久（法大）・志村義夫（志村染色）・福原広次（日大）
  - 男子109.893kmチーム・タイムトライアル・ロード・レース：19位（2時間40分13秒27）

## ウエイトリフティング
- 監督：井口幸男
- コーチ：小林努

- 一ノ関史郎（法大）
  - バンタム級：銅メダル（347.5）
- 古山征男（日本体育協会）
  - バンタム級：6位（335.0）
- 三宅義信（自衛隊）
  - フェザー級：金メダル（397.5）
- 三輪定広（名古屋鉄道）
  - ミドル級：5位（422.5）
- 山崎弘（山崎弘）
  - ライト級：6位（397.5）
- 大内仁（法大）
  - ミドル級：銅メダル（437.5）
- 福田弘（明大）
  - フェザー級：4位（375.5）

## 柔道
監督：松本安市
- 中谷雄英（明大）
  - 軽量級：金メダル
- 岡野功（中大）
  - 中量級：金メダル
- 猪熊功（順天大助手）
  - 重量級：金メダル
- 神永昭夫（富士製鐵）
  - 無差別級：銀メダル

## フェンシング
- 監督：飯田雄久
- コーチ：中村忠夫
- 電気工：岡田育三

- 荒木敏明（立大）
  - 男子エペ個人：予選敗退
- 柴田征二（東急観光）
  - 男子サーブル個人：予選敗退
- 真野一夫（愛知日野ヂーゼル）
  - 男子フルーレ個人：予選敗退
- 船水光行（三石高級耐火工業）
  - 男子サーブル個人：予選敗退
- 大川平三郎（黒田電気）
  - 男子エペ個人：予選敗退
  - 男子フルーレ個人：予選敗退
- 田淵和彦（松下電器）
  - 男子エペ個人：予選敗退
  - 男子フルーレ個人：予選敗退
- 北尾光弘（三石高級耐火工業）
  - 男子サーブル個人：予選敗退
- 北尾光弘・柴田征二・清水富士夫（科研薬化工業）・船水光行
  - 男子サーブル団体：予選敗退
- 荒木敏明・大川平三郎・田淵和彦・手島猛（大建）・港井克忠（八欧電機）
  - 男子エペ団体：予選敗退
- 大川平三郎・清水富士夫・田淵和彦・戸田壮介（横浜トヨペット）・真野一夫
  - 男子フルーレ団体：4位
- 大和田智子（専大）
  - 女子フルーレ個人：予選敗退
- 竹内由江（白鷗高出）
  - 女子フルーレ個人：予選敗退
- 保井多美子（日体大）
  - 女子フルーレ個人：予選敗退
- 大和田智子・小森芳枝（専大）・竹内由江・保井多美子
  - 女子フルーレ団体：予選敗退

## レスリング
- 監督：風間栄一
- フリーコーチ：笹原正三
- グレココーチ：笠原茂

- 花原勉（日体大助手）
  - グレコローマン・フライ級：金メダル
- 開健次郎（自衛隊）
  - グレコローマン・ミドル級：3回戦敗退
- 吉田義勝（日大）
  - フリースタイル・フライ級：金メダル
- 佐々木竜雄（日大）
  - フリースタイル・ミドル級：5位
- 斎藤昌典（明大）
  - フリースタイル・ヘビー級：3回戦敗退
- 桜間幸次（自衛隊）
  - グレコローマン・フェザー級：4位
- 市口政光（辰野）
  - グレコローマン・バンタム級：金メダル
- 上武洋次郎（オクラホマ州大）
  - フリースタイル・バンタム級：金メダル
- 杉山恒治（東京観光ホテル）
  - グレコローマン・ヘビー級：3回戦敗退
- 川野俊一（自衛隊）
  - フリースタイル・ライトヘビー級：3回戦敗退
- 中浦章（東洋レーヨン）
  - グレコローマン・ライトヘビー級：2回戦敗退
- 渡辺長武（中大出）
  - フリースタイル・フェザー級：金メダル
- 渡辺保夫（明大）
  - フリースタイル・ウエルター級：5位
- 藤田徳明（日体大助手）
  - グレコローマン・ライト級：4位
- 風間貞夫（自衛隊）
  - グレコローマン・ウエルター級：3回戦敗退
- 堀内岩雄（電電公社）
  - フリースタイル・ライト級：銅メダル

## ボクシング
- 監督：田中宗夫
- コーチ：永松英吉

- 益田弘二（早大）
  - ライトミドル級：2回戦敗退
- 丸山忠行（自衛隊）
  - スーパーヘビー級：1回戦敗退
- 吉野洲太（日大）
  - フライ級：2回戦敗退
- 高山将孝（早大）
  - フェザー級：2回戦敗退
- 桜井孝雄（中大）
  - バンタム級：金メダル
- 天間一（自衛隊）
  - ミドル級：1回戦敗退
- 白鳥金丸（早大）
  - ライト級：3回戦敗退
- 浜田吉治郎（近大）
  - ウエルター級：準々決勝敗退
- 米倉宝二（立大）
  - ライトウエルター級：3回戦敗退

## サッカー
- 監督：長沼健
- コーチ：岡野俊一郎

- 小城得達（中大）・片山洋（三菱重工）・鎌田光夫（古河電工）・釜本邦茂（早大）・上久雄（八幡製鉄）・川淵三郎（古河電工）・杉山隆一（明大）・鈴木良三（日立）・継谷昌三（三菱重工）・富沢清司（八幡製鉄）・平木隆三（古河電工）・保坂司（古河電工）・宮本輝紀（八幡製鉄）・宮本征勝（古河電工）・森孝慈（早大）・八重樫茂生（古河電工）・山口芳忠（中大）・横山謙三（立大）・渡辺正（八幡製鉄）
  - 準々決勝敗退

## バスケットボール
- 監督：吉井四郎
- コーチ：武富邦中

- 江川嘉孝（明大）・海保宣生（住友金属）・小玉晃（東教大）・志賀政司（日本鉱業）・角田勝次（明大）・中村邦彦（日本鉱業）・奈良節雄（日本鉱業）・梅勝夫（積水化工）・藤江精二（三井生命）・増田貴史（住友金属）・諸山文彦（日大）・若林薫（日本鋼管）
  - 男子：10位

## バレーボール

### 男子
- 監督：坂上光男
- コーチ：松平康隆

- 池田尚弘（八幡製鉄）・小瀬戸俊昭（帝人）・小山勉（富士フイルム）・佐藤安孝（日本鋼管）・菅原貞敬（東洋レーヨン）・出町豊（日本鋼管）・猫田勝敏（専売公社広島）・南将之（旭化成）・森山輝久（松下電器）・徳富斌（八幡製鉄、出場せず）・中村裕造（八幡製鉄、出場せず）・樋口時彦（日本鋼管、出場せず）
  - 男子：銅メダル

### 女子
- 監督：大松博文
- コーチ：河西昌枝（選手兼任）

- 磯辺サダ（大日本紡績）・河西昌枝（大日本紡績）・近藤雅子（倉敷紡績）・佐々木節子（大日本紡績）・篠崎洋子（大日本紡績）・渋木綾乃（ヤシカ）・谷田絹子（大日本紡績）・半田百合子（大日本紡績）・藤本佑子（大日本紡績）・松村勝美（大日本紡績）・松村好子（大日本紡績）・宮本恵美子（大日本紡績）
  - 女子：金メダル

## ホッケー
- 監督：小林定義
- コーチ：杉浦隆

- 岩橋邦雄（電通）・岡部道夫（中川金属）・加奥成雄（明大）・木原征治（東興商会）・高島昭男（法大）・滝沢健治（同和硝子）・武田守洋（法大）・田中博司（自営）・橋本征治（早大）・松本紀彦（明大）・三輪宏（精陶商会）・山岡敏彦（自営）・山口順一（三洋電機）・勇崎勝弘（明大）・勇崎恒也（明大コーチ）・吉村実（早大）・若林徹也（明大）・渡辺寛（明大）
  - 男子：5・6位決定トーナメント敗退

## カヌー
- 監督：中原乾二
- ボートマン：白取義輝

- 東山日出夫（大正大）
  - レーシング男子カヤック・シングル1000mK1：準決勝敗退（4分17秒44）
- 吉尾詔二（自衛隊）
  - レーシング男子カナディアン・シングル1000mC1：敗者復活戦敗退（5分00秒88）
- 樫村勝房（専大）・小林英男（専大）
  - レーシング男子カヤック・ペア1000mK2：敗者復活戦敗退（4分03秒67）
- 岩村俊一（自衛隊）・本田大三郎（自衛隊）
  - レーシング男子カナディアン・ペア1000mC2：準決勝敗退（4分40秒54）
- 梅沢勇治（自衛隊）・江藤泉（自衛隊）・佐藤忠正（自衛隊）・隅本富夫（自衛隊）
  - レーシング男子カヤック・フォー1000mK4：敗者復活戦敗退（3分34秒68）
- 大島裕子（大阪学芸大）・岡本敬子（大阪東第二高）
  - レーシング女子カヤック・ペア500mK2：敗者復活戦敗退（2分18秒39）

## ボート
- 監督：佐賀直光
- コーチ：堀内浩太郎
- ボートマン：北川喜一郎

- 笠木聰臣（wikidata）（東教大）
  - シングルスカル：11位（7分37秒90）
- 黒崎紀正（wikidata）（東京医科歯科大）・向後隆男（wikidata）（東京医科歯科大）
  - かじ無しペア：敗者復活戦敗退（7分54秒53）
- 細谷進（wikidata）（早大）・村瀬康（wikidata）（早大）
  - ダブルスカル：10位（7分15秒22）
- 石川元（wikidata）（慶大）・伊藤次男（wikidata）（中大）・大西恵弘（wikidata）（早大）・小笠原恒夫（wikidata）（日大）・菊地隆一（慶大）・佐藤直司（wikidata）（慶大）・長谷川辰（wikidata）（一橋大）・宮野洪一（wikidata）（明大）・万代治（wikidata）（慶大、かじ）
  - エイト：10位（6分05秒14）
- 相田秀晃（wikidata）（中大）・大江英雄（中大）・松田征男（wikidata）（早大）・山内政勝（wikidata）（立大）・芳野法一（早大、かじ）
  - かじ付きフォア：敗者復活戦敗退（7分31秒60）
- 木村文三（wikidata）（早大）・塚本公樹（wikidata）（早大）・本間康二（wikidata）（早大）・三木俊介（wikidata）（早大）
  - かじ無しフォア：12位（6分51秒60）
- 井原勝彦（wikidata）（日大）・浜田俊裕（wikidata）（日大）・高月正宏（wikidata）（明大、かじ）
  - かじ付きペア：敗者復活戦敗退（8分05秒30）

## セーリング
- 監督：小田千馬木
- ボートマン：宮川清

- 山田貴司（三永工芸印刷）
  - フィン級：21位（2486）
- 石井正行（中井）・大久保隆史（慶大）・小島正義（日立、出場せず）
  - スター級：13位（1494）
- 棚町三郎（巴工業）・日色輝幸（巴工業）・舟岡正（巴工業）
  - ドラゴン級：17位（762）
- 田上泰利（リッカー）・松田健次郎（リッカー）
  - フライングダッチマン級：15位（2166）
- 松本富士也（巴工業）・吉田正雄（巴工業）・萩原毅（巴工業）
  - 5.5m級：14位（1070）

## 近代五種
- 監督：古賀信男

- 三野茂樹（自衛隊）
  - 個人：30位（4196）
- 内野重昭（警察官）
  - 個人：15位（4619）
- 福留義秀（自衛隊）
  - 個人：17位（4587）
- 内野重昭・福留義秀・三野茂樹
  - 団体：8位（1402）
- 川田浦吉（警察官）：出場せず

## 射撃
- ライフル監督：岡田伝三
- ピストル監督：滝沢光三
- クレー監督：井口哲次郎

- 吉川貴久（警察官）
  - ライフル射撃男子フリー・ピストル：銅メダル（554）
- 久保皖司（警察官）
  - ライフル射撃男子ラピッド・ファイア・ピストル：8位（587）
- 高橋信司（警察官）
  - ライフル射撃男子フリー・ピストル：26位（536）
- 斎藤繁美（自衛隊）
  - ライフル射撃フリー・ライフル3姿勢：20位（1096）
  - ライフル射撃男子スモール・ボア・ライフル3姿勢：34位（1106）
- 石井孝郎（明大出）
  - ライフル射撃男子スモール・ボア・ライフル3姿勢：25位（1128）
  - ライフル射撃男子スモール・ボア・ライフル伏射：48位（584）
- 綿貫甫（自衛隊）
  - ライフル射撃フリー・ライフル3姿勢：28位（1128）
- 落合治（警察官）
  - ライフル射撃男子ラピッド・ファイア・ピストル：24位（579）
- 林崎昭裕（明大）
  - ライフル射撃男子スモール・ボア・ライフル伏射：6位（594）
- 佐波光男（矢田製菓）
  - クレー射撃クレー・ピジョン：15位（189）
- 石下年安（大谷石材）
  - クレー射撃クレー・ピジョン：30位（184）

## 馬術
- 監督：相川泰吉
- 副監督：須賀国晴
- 獣医：妹尾俊彦
- 馬取扱人：沢井亀吉
- 馬取扱人：菊地喜和男
- 馬取扱人：佐藤芳男
- 馬取扱人：山本三男子
- 馬取扱人：三浦秀
- 馬取扱人：成田定見
- 馬取扱人：戸塚栄
- 馬取扱人：高山昭
- 馬取扱人：高梨哲

- 井上喜久子（千代田宣伝社、馬名：勝登）
  - 馬場馬術個人：16位
- 影山祐三（東京パック、馬名：トキノアラシ[2]）
  - 障害飛越個人：失権[2]
- 岡部長衡（日本フェルト、馬名：青巴）
  - 馬場馬術個人：19位
- 佐々信三（丸善石油、馬名：スナーフェル）
  - 障害飛越個人：38位
- 勝本正則（勝本商店、馬名：栄天）
  - 総合馬術：失権
- 松平正樹（成蹊大、馬名：日宝）
  - 総合馬術：失権
- 松平頼典（日綿実業、馬名：浜千鳥II）
  - 馬場馬術：21位
- 千葉幹夫（日本中央競馬会、馬名：真歌）
  - 総合馬術：34位
- 前田陸利（愛知県庁、馬名：芳月）
  - 総合馬術：失権
- 法華津寛（日本石油、馬名：ラロ）
  - 障害飛越：40位
- 影山祐三・佐々信三（馬名：スナーフェル）・法華津寛（馬名：ラロ）
  - 障害飛越団体：12位
- 岡部長衡・松平頼典（馬名：浜千鳥II）・井上喜久子（馬名：勝登）
  - 馬場馬術団体：6位
- 佐藤伝一（福島畜産試験場）
  - 障害飛越：出場せず

## 本部
- 団長：大島鎌吉
- 団長秘書：古橋廣之進
- 総務：柴田勝治
- 渉外：根上博
- 競技：安田誠克
- 総務：山辺貞雄
- 庶務会計：茶谷蔵吉
- シャペロン：田島麻
- ドクター：鈴木克也
- ドクター：清水昭彦
- 本部要員：谷村和雄
- 本部要員：山田吉弥
- 本部要員：松野信昭
- 本部要員：土屋和平
- 本部要員：賀田四郎
- 本部要員：：岩崎孝範
- 本部要員：甲斐基世
- アタッシェ：塩沢幹